# Lista de softwares que usam gettext
Esta é uma lista de softwares que utilizam programa gettext para traduzir as mensagens na forma de internacionalização.
- GNOME [1]
- Debian
- Ubuntu
- KDE [2]
- GIMP